# 满洲国邮票
满洲国邮票是指1932年至1945年期间由日本在中国东北扶植的傀儡政权——满洲国发行的邮票。

## 简介
1931年9月18日，日军发动“九一八事变”，至次年2月占领东北全境，并于1932年扶植清朝末代皇帝溥仪建立了“满洲国”。尽管如此，由于万国邮联保护及部分邮局负责人为外国人，当时东北的邮政仍在中国政府的管制下，直至1932年7月25日，奉天、吉黑两处邮政管理局才奉中华民国交通部邮政总局的密令，停办在东北的邮政业务，全体邮政员工撤入关内。1932年7月26日，满洲国邮政发行了第一套普通邮票（满普1）。据统计，满洲国邮票共发行了35套155枚，另有一套邮票未发行。
1945年8月15日，日本无条件投降，满洲国随之瓦解。战后，大量满洲国邮票被接收东北的国共双方加盖上“中华邮政”“中华民国”以及面值等字样，继续使用了一段时间。

## 类型

### 普通邮票
满洲国的普通邮票共计发行了6套73枚。1932年7月26日，满洲国邮政发行了第一套普通邮票（满普1），全套18枚，图案为辽阳白塔（低面值）和溥仪肖像（高面值）。此后第二、三、四套普通邮票也沿用了第一套的素材，只是面值枚数有所调整，另外第三套（满普3）为加字改值邮票。
1936年12月5日至1937年4月1日期间，满洲帝国邮政发行了第五套普通邮票（满普5），图案为满洲国国务院办公楼、马车、沈阳北陵和热河行宫，面值分别为半分、贰分、柒分和壹角。
1944年6月10日，最后一套满洲国普通邮票（满普6）开始发行，图案为长白山及黑龙江、马车和热河行宫。

### 通邮邮票
由于中华民国国民政府不承认满洲国，贴有“满洲国邮政”或“满洲帝国邮政”邮票的东北信件寄往关内时会受到抵制（如涂黑“满洲国”字样、加贴中华邮政欠资邮票、不予收寄等）。1933年1月日军占领山海关之后，东北与关内的邮路更一度中断数月，直至《塘沽协定》签订为止。
1934年，万国邮联提出单纯解决中国关内与东北通邮问题而不涉及各国是否承认满洲国的提案，这一提案在国际联盟大会上通过。1934年11月，日本关东军与国民政府达成的《通邮办法的谅解事项》，自1935年1月10日起，关内的中华邮政与满洲国邮政互通邮件，2月1日起互通包裹和汇兑，由民营身份的“汇通转递局”负责中转。从1935年至1937年间，满洲国邮政特别发行与关内通邮的“满华通邮邮票”。此类邮票没有“满洲国”或“满洲帝国”字样，仅标注“邮政”二字，共发行5套19枚（满通1至满通5，其中满通5为加字改值），图案为满洲国国徽，以及长白山和黑龙江。

### 纪特邮票
满洲国交通部的《交通部要览》宣称，“每当举行国家庆祝典礼之际，以及在其他一些纪念日等时，为了把它的精神彻底地灌输给广大群众，就要发行纪念邮票和纪念绘图明信片……从而收到了极大的宣传效果”。为纪念特定事件及宣扬政治理念，满洲国邮政发行了多套纪念邮票及特种邮票，其中纪念邮票19套54枚，特种邮票3套6枚。

### 航空邮票
满洲国航空邮票共发行了2套4枚，图案均为飞机和羊群，以及飞机和松花江铁桥。

### 未发行的邮票
1944年，满洲国邮政计划发行一套航空附捐邮票，以捐献所得购买三架战机，原定1944年9月10日发行，后因故推迟，最终直至满洲国覆灭也未能发行。现偶见于民间。

## 部分邮票图样

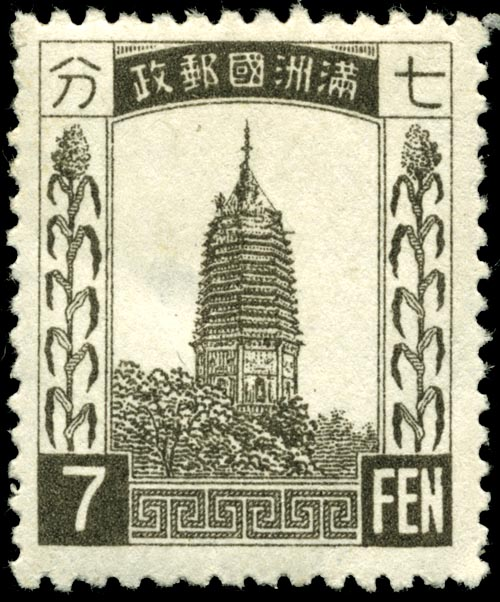
满洲国第一套普通邮票（满普1）其中的一枚，图案为辽阳白塔，面值柒分。
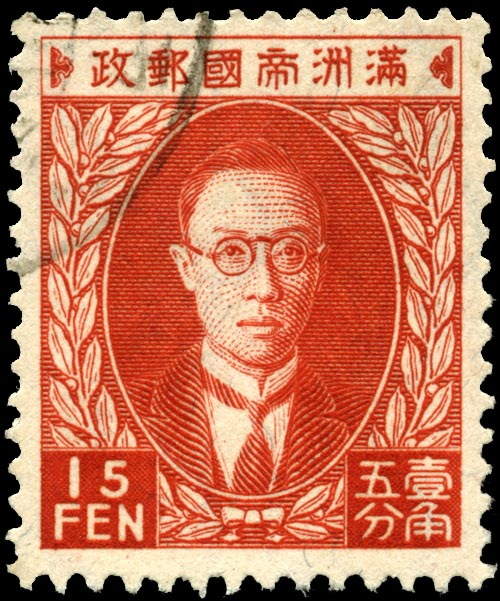
印有溥仪肖像的普通邮票，面值壹角伍分。
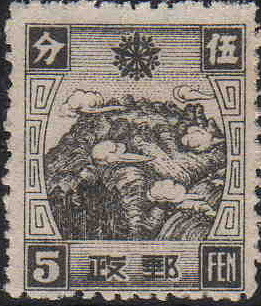
“满华通邮邮票”，图案为长白山和黑龙江，面值伍分。
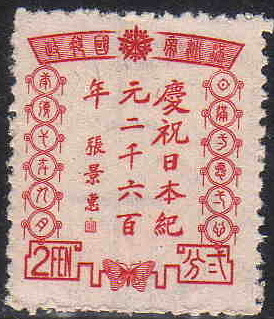
庆祝日本纪元2600年纪念邮票，面值贰分。
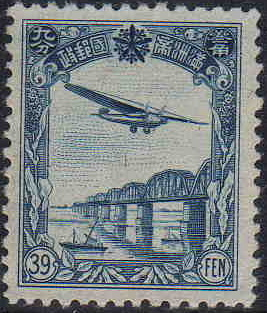
航空邮票，面值叁角九分。
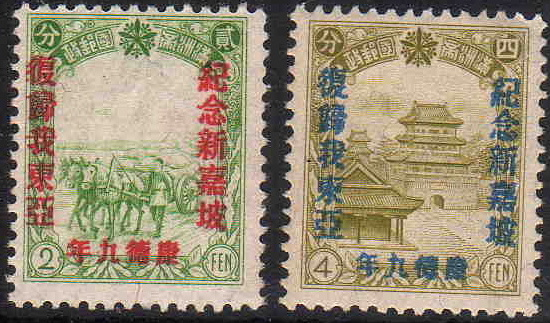
纪念日军占领新加坡的加字纪念邮票，原票为满普5中的两枚。
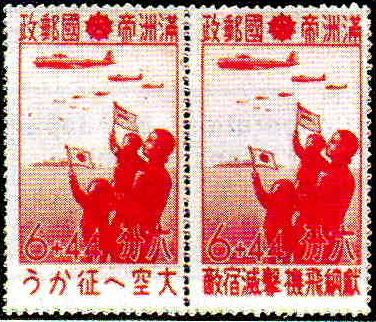
未发行的航空附捐邮票，面值六分，附收金额为四角四分。

## 研究
中国抗日战争结束之后，无论是中华民国还是中华人民共和国，均不承认“满洲国”的合法性，视之为伪政权。也正因此，包括邮票在内，满洲国及其它日本在华傀儡政权的邮品长期被中国集邮界视为研究“禁区”，各类邮展和集邮研究也长期采取避讳和不承认的态度。1995年，经中共中央批准，北京燕山出版社出版的《中国邮票全集·附卷》首次收录了满洲国邮票。2005年，吉林省集邮协会编写的《毋忘国耻——从伪满洲国邮票看日本侵华罪行》由人民邮电出版社出版，除纪念抗战胜利60周年、结合邮品解读历史外，也变相成为满洲国邮品目录。